# Алкок, Джон (органист)
Джон Алкок (англ. John Alcock; 11 апреля 1715, Лондон — 23 февраля 1806, Личфилд) — английский органист и композитор.

## Биография
С 14 лет учился у слепого органиста собора Святого Павла Ч. Дж. Стэнли.
Уже в 1735 году был органистом двух лондонских церквей, затем служил в Плимуте в церкви Святого. Андрея (1737—1741), в Рединге в Церкви Святого Лаврентия (1741—1750), в Личфилдском соборе (1750—1761), в церкви Святой Троицы в Саттон-Колдфилд (1761–1786) и наконец в церкви Святой Эдиты в Тамуэрте.  Служил также органистом у маркиза Донегола.
В 1766 получил докторскую степень в области музыковедения в Оксфордском университете.
Издал, кроме собственных «Services», гли, песен, фортепианных пьес и прочего, несколько сборников церковной музыки (Harmony of Sion, Divine harmony 1752 и др.) и светских песнопений (Harmonia festi 1791 и др.).